# アーティスト (映画)
『アーティスト』（英: The Artist）は、2011年のフランスのロマンティック・コメディ・ドラマ映画。監督はミシェル・アザナヴィシウス、出演はジャン・デュジャルダンとベレニス・ベジョなど。1927年から1932年までのハリウッドを舞台とし、トーキーの登場でサイレント映画の時代が終わったことで没落する男優と躍進する女優を描く物語である。サイレント、カラー映画として制作され、ポストプロダクションで白黒となった。第64回カンヌ国際映画祭でプレミア上映され、デュジャルダンが男優賞を受賞した。第84回アカデミー賞では作品賞、監督賞（ミシェル・アザナヴィシウス）、主演男優賞（ジャン・デュジャルダン）など5部門を受賞した。

## ストーリー
1927年のハリウッド。サイレント映画の大スター、ジョージ・ヴァレンティンは新人女優ペピー・ミラーと偶然出会い、『バラエティ』誌などから「あの子は誰?」と報道される。ペピーはまだHOLLYWOODLANDの看板のある時代の「キノグラフ撮影所」のエキストラで入って行き再会する。ジョージはペピーに「女優を目指すには個性が必要だ」と彼女に「つけぼくろ」を付けて印象とはどういうものかを示してやる。互いに惹かれ合うものを感じながらも、2人はそのまま何事もなく別れる。
1929年、映画界がサイレントからトーキーに急激に移り変わって行く中で、サイレント映画にこだわり続けたジョージは瞬く間にスターの座から陥落、落ちぶれて行く。一方、ペピーは時代の波に乗ってスターの座に駆け上がる。再会したが、契約されて同じ会社で働けるとペピーは楽しみにしていた。
ジョージは監督もして映画を製作するが、公開がペピー主演の「つけぼくろ」（Beauty Spot）と重なってしまう。公開前日、同じレストランでペピーは「観客は大げさな演技の古い役者に飽きたの、みんな私の声を聞きにくるの」とインタビューに答える。この日は世界恐慌の日でもあった。
公開後、ペピーは恋人と失礼を詫びにくる。妻も出て行き、落ちぶれたジョージは執事を解雇し、家財道具などの全てをオークションで売り払う。それらを密かに買い取ったのはペピーだった。彼女は愛するジョージを助けたい一心で陰ながら彼を見守っていたのだ。執事も自分の家で働かせていた。
酒に溺れ、荒んだ生活を送るジョージは、ある日、酔った勢いで自分が出演した映画のフィルムに部屋の中で火を放つ。煙にまかれ、焼け死ぬところを寸前で救ったのは愛犬ジャックだった。かつてのスターが火事を起こして焼け死ぬ寸前だったという事件は新聞紙上を飾る。その記事をたまたま目にしたペピーは撮影を放り出して病院に駆けつける。そして、火事の中でもジョージが抱きしめて決して放そうとしなかったというフィルムが、かつてペピーがエキストラとして出演したジョージの主演映画のものであることを知ったペピーはジョージを引き取って自宅で療養させることにする。さらに反対を押し切ってジョージと共演することにする。
ペピーの屋敷で穏やかな療養生活を送り始めていたジョージだったが、自分がオークションで売り払った家財道具などを買い取っていたのがペピーであることを知ってしまう。プライドを傷つけられたジョージは火事の後片付けも済んでいない自宅に戻り、拳銃で自殺をしようとする。一方、ジョージが全てを知って屋敷を出て行ってしまったことを知ったペピーは自ら慣れない運転でジョージの下に向う。ジョージが拳銃の引き金を引く。“BANG!”その瞬間、ペピーの運転する車がジョージの自宅前の立ち木に激突して止まる。ジョージの下に駆けつけるペピー。ジョージを傷つけるつもりは毛頭なく、ただ助けたかっただけだったと涙ながらに謝罪するペピーをジョージは抱きしめる。そして、ペピーはジョージを俳優として映画界に復帰させるアイデアがあると言う。映画会社の社長の前でペアダンスを披露するジョージとペピー。社長は感激し、2人の主演でミュージカル映画を撮ることになる。

## キャスト
- ジョージ・ヴァレンティン: ジャン・デュジャルダン - ハリウッドの大スター。
- ペピー・ミラー: ベレニス・ベジョ - 新人女優。
- ジャック: アギー - ジョージの愛犬で役者としての相棒。
- アル・ジマー: ジョン・グッドマン - 映画会社の社長。
- クリフトン: ジェームズ・クロムウェル - ジョージの忠実な運転手。
- コンスタンス: ミッシー・パイル - ジョージの主演映画の相手役。ジョージと仲が悪い。
- ドリス: ペネロープ・アン・ミラー - ジョージの妻。夫婦仲は冷めている。
- 執事: マルコム・マクダウェル - ペピーが撮影所で出会ったエキストラの男。
- ノーマ: ビッツィー・トゥロック - ジョージが監督・主演した映画の相手役。
- ペピーのメイド: ベス・グラント
- ペピーの最初のお抱え運転手: エド・ローター
- 見物人: ジェン・リリー
- 警察官: ジョエル・マーレイ
- 賛美する女性: ニーナ・シマーシュコ（英語版）
- フラッパー・スターレット: ジュエル・シェパード（英語版）
- 競売人: ベイジル・ホフマン
- キャスティング・アシスタント: ベン・カーランド
- 質屋: ケン・デイヴィシャン

## 製作

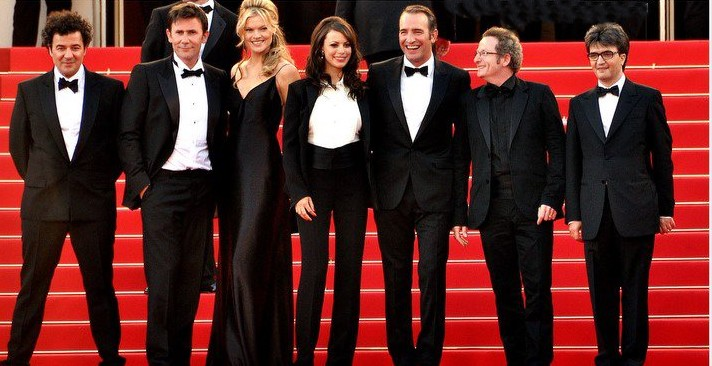
第64回カンヌ国際映画祭でのキャストとスタッフ。左から、ルドヴィック・ブールス（音楽）、ミシェル・アザナヴィシウス（監督）、ミッシー・パイル、ベレニス・ベジョ、ジャン・デュジャルダン、ギョーム・シフマン（撮影）、トマ・ラングマン（製作）。

監督のミシェル・アザナヴィシウスはサイレント映画時代の映画製作者を賞賛し、自身も長年サイレント映画を作ろうとしていた。アザナヴィシウスによると、サイレント映画を製作したいという彼の願望は当初は現実味がなかったが、彼のスパイ・パロディ映画『OSS 117 私を愛したカフェオーレ』、『OSS 117 リオデジャネイロ応答なし』の商業的成功後、製作者は関心を表し始めた。『OSS 117 私を愛したカフェオーレ』にも出演したジャン・デュジャルダンとアザナヴィシウスの妻でもあるベレニス・ベジョと再び共同したいという願望から映画の物語作りは始まった。アザナヴィシウスは、全盛期のサイレント映画の多くはメロドラマであること考え、本作をメロドラマにすることにした。彼は1920年代のハリウッドに関して詳しい調査を行い、また、大量の字幕を使わずに物語を理解させるテクニックを見つけるためにサイレント映画を勉強した。脚本執筆には4カ月を要した。
『アーティスト』の撮影は35日間かけ、サイレント映画時代に採用されていた1.33：1のスクリーン比で作られた。全編モノクロ作品であるにもかかわらず、撮影監督のギョーム・シフマンによってカラーフィルムで撮影された。サイレント映画の雰囲気を再現するために、レンズ、照明、カメラの動きなどの技法は当時のものにあわせられた。また1920年代のサイレント映画によく見られた、動きのやや速い映像を再現するために、撮影時のフレームレートは標準的な毎秒24コマではなく、22コマで撮影されている。
映画はスタジオ37とフランス3シネマからの共同製作サポートとCanal+とCinéCinémaからのプリセールス投資を含む1347万ユーロで、La Petite ReineとARP Sélectionによって製作された。キャスト及びスタッフはフランス人とアメリカ人両方が含まれている。
キャストの衣裳はアメリカ合衆国のデザイナーであるマーク・ブリッジスによって作成された。
ロケーション撮影はロサンゼルスで7週間にわたって行われた。撮影で役者が演技をしている間、アザナヴィシウスはハリウッドの古典作品の音楽を流していた。

### 音楽
映画の音楽はルドヴィック・ブールスにより作曲され、ベルギーで制作された。ブリュッセル・フィルハーモニックによって録音され、エルスト・ヴァン・ティエルによって実施された。録音作業は2011年4月に6日間かけ、ブリュッセルのフラジェのスタジオ4で行われた。サウンドトラックは2011年10月21日にソニー・クラシカル・レコードより発売された。
サウンドトラックには1曲だけ歌詞付きの曲が使われており、それはローズ・マーフィが歌う「Pennies from Heaven」である。映画の舞台は1927年から1932年の間であるが、この曲は実際には1936年に書かれた。
収録曲
| #   | タイトル                                 | 作詞 | 作曲・編曲 | パフォーマー                        | 時間 |
| --- | ---------------------------------------- | ---- | ---------- | ----------------------------------- | ---- |
| 1.  | 「The Artist Ouverture」                 |      |            | ブリュッセル・フィルハーモニック    | 1:02 |
| 2.  | 「1927 A Russian Affair」                |      |            | ブリュッセル・フィルハーモニック    | 3:36 |
| 3.  | 「George Valentin」                      |      |            | ブリュッセル・フィルハーモニック    | 5:35 |
| 4.  | 「Pretty Peppy」                         |      |            | ルドヴィック・ブールス              | 2:32 |
| 5.  | 「At The Kinograph Studios」             |      |            | ルドヴィック・ブールス              | 1:37 |
| 6.  | 「Fantaisie D'amour」                    |      |            | ルドヴィック・ブールス              | 3:09 |
| 7.  | 「Waltz For Peppy」                      |      |            | ルドヴィック・ブールス              | 3:22 |
| 8.  | 「Estancia Op. 8」                       |      |            | ブリュッセル・フィルハーモニック    | 3:40 |
| 9.  | 「Imagination」                          |      |            | レッド・ニコルズ & His Five Pennies | 2:56 |
| 10. | 「Silent Rumble」                        |      |            | ルドヴィック・ブールス              | 1:16 |
| 11. | 「1929」                                 |      |            | ルドヴィック・ブールス              | 1:30 |
| 12. | 「In the Stairs」                        |      |            | ルドヴィック・ブールス              | 3:15 |
| 13. | 「Jubilee Stomp」                        |      |            | デューク・エリントン                | 2:33 |
| 14. | 「Comme Une Rosée De Larmes」            |      |            | ルドヴィック・ブールス              | 3:24 |
| 15. | 「The Sound of Tears」                   |      |            | ルドヴィック・ブールス              | 4:47 |
| 16. | 「Pennies From Heaven」                  |      |            | ローズ・マーフィ                    | 2:13 |
| 17. | 「1931」                                 |      |            | ルドヴィック・ブールス              | 4:44 |
| 18. | 「Jungle Bar」                           |      |            | ルドヴィック・ブールス              | 2:07 |
| 19. | 「L'ombre Des Flammes」                  |      |            | ルドヴィック・ブールス              | 5:57 |
| 20. | 「Happy Ending ...」                     |      |            | ルドヴィック・ブールス              | 5:43 |
| 21. | 「Charming Blackmail」                   |      |            | ルドヴィック・ブールス              | 2:12 |
| 22. | 「Ghosts From The Past」                 |      |            | ルドヴィック・ブールス              | 2:00 |
| 23. | 「My Suicide (Dedicated To 03.29.1967)」 |      |            | ルドヴィック・ブールス              | 6:24 |
| 24. | 「Peppy And George」                     |      |            | ブリュッセル・フィルハーモニック    | 2:05 |

## 公開
| 第64回カンヌ国際映画祭でのジャン・デュジャルダンとベレニス・ベジョ。 |  | 第64回カンヌ国際映画祭でのジャン・デュジャルダンとベレニス・ベジョ。 |
| 第64回カンヌ国際映画祭でのジャン・デュジャルダンとベレニス・ベジョ。 |  |                                                                      |

2011年5月15日、第64回カンヌ国際映画祭のコンペティション部門でプレミア上映された。元々は非コンペティション上映作品としてエントリーされていたが、映画祭開催の1週間前にコンペティション部門に移された。フランスでの一般公開は2011年10月12日よりワーナー・ブラザース・フランスが行った。アメリカ合衆国、イギリス、オーストラリアでの配給権はワインスタイン・カンパニーが購入した。アメリカ合衆国では2011年11月25日より公開された。日本ではギャガの配給で2012年4月7日より公開された。

### 評価
Rotten Tomatoesでは327件の批評家レビュー中、支持率は95%、平均点は8.8/10、批評家の一致した見解は「サイレント映画の魔法への観客受けする賛辞である『アーティスト』は、とても楽しいパフォーマンスと視覚的スタイルにあふれた、巧みで喜びに満ちた映画である。」となった。主流の批評家レビューから100点満点で加重平均値を出すMetacriticでは、41件で89点となった。

### キム・ノヴァク論争
2012年1月9日、女優のキム・ノヴァクは、自身が出演したアルフレッド・ヒッチコック監督の1958年の映画『めまい』で使われたバーナード・ハーマンによる音楽の一部が本作に流用されているのは「レイプ」であると述べた。『バラエティ』の記事で彼女は「私の身体、少なくとも女優としての身体が、『アーティスト』という映画によって暴行された気持ちです」と述べている。さらに「この映画は多くのドラマを提供するために、『めまい』のバーナード・ハーマンのスコアに依存せず、自分自身で立たなければなりません」、「注目を集めるために、有名な作品の一部を乱用し、その作品が意図する以上に、新しい作品でより多くの喝采を浴びようとすることは、この業界に身を置く芸術家としてモラルに反する」と述べた上、「恥を知りなさい!」と続けた。

これに対しミシェル・アザナヴィシウス監督は以下のように反論した。
『アーティスト』は、映画へのラブレターとして作られ、私（とキャストとクルーの全員）の映画史に対する称賛と尊敬から生まれました。同作はヒッチコック、ラング、フォード、ルビッチ、ムルナウ、ワイルダーの作品に触発されています。私はバーナード・ハーマンを愛し、彼の音楽は多くの異なった映画の中で使われ、私の作品でも使えたのは非常に光栄です。私はキム・ノヴァクを尊敬しており、彼女に賛同してもらえなくて残念です。
さらにアザナヴィシウスはCNNで「私は別の映画から音楽を使っていますが、それは違法ではありません。我々はそのために使用料を払い、権利を得ている。」と語った。

### トップテン一覧
『アーティスト』は多くの批評家の年間トップテンに入った。
| 批評家                      | 出版物・団体                           | 順位 |
| --------------------------- | -------------------------------------- | ---- |
| チャード・コーリス          | 『タイム』                             | 1位  |
| ピーター・ブラッドショー    | 『ガーディアン』                       | 1位  |
| ロビー・コリン              | 『デイリー・テレグラフ』               | 1位  |
| ピーター・トラヴァース      | 『ローリング・ストーン』               | 2位  |
| エリザベス・ワイツマン      | 『ニューヨーク・デイリーニューズ』     | 2位  |
| Lisa Schwarzbaum            | 『エンターテインメント・ウィークリー』 | 3位  |
| マーク・カーモード          | BBC Radio 5 Live                       | 4位  |
| リチャード・T・ジェイムソン | MSN Movies                             | 4位  |
| Sean Axmaker                | MSN Movies                             | 5位  |
| N/A                         | 『エンパイア』                         | 5位  |
| マーシャル・ファイン        | Hollywood & Fine                       | 5位  |
| N/A                         | Sight & Sound                          | 5位  |
| N/A                         | オースティン映画批評家協会             | 6位  |
| ロジャー・イーバート        | 『シカゴ・サンタイムズ』               | 10位 |
| N/A                         | Time Out London                        | 10位 |

### 受賞とノミネート
第65回英国アカデミー賞では、作品賞、監督賞（ミシェル・アザナヴィシウス）、主演男優賞（ジャン・デュジャルダン）、オリジナル脚本賞（アザナヴィシウス）、撮影賞（ギョーム・シフマン）、衣裳デザイン賞（マーク・ブリッジス）、作曲賞（ルドヴィック・ブールス）の7部門を受賞した。
第69回ゴールデングローブ賞では、作品賞（ミュージカル・コメディ部門）、主演男優賞（ミュージカル・コメディ部門）（デュジャルダン）、作曲賞（ブルース）の3部門を受賞した。
第84回アカデミー賞では作品賞をはじめとする10部門にノミネートされ、作品賞、監督賞（アザナヴィシウス）、主演男優賞（デュジャルダン）、作曲賞（ブールス）、衣裳デザイン賞（ブリッジス）の5部門で受賞した。サイレント映画の作品賞受賞は、第1回の『つばさ』以来史上2作目、フランス映画では史上初である。

## テレビでの放送
サイレント映画という特殊なジャンルであるため、アカデミー作品賞を受賞しているにもかかわらず、日本では地上波での放送はされていない。BS無料放送チャンネルでは、2018年3月4日にBS日テレ、2023年2月27日にBS松竹東急にて放送された。